# Дом Тулуза
Дом Тулуза (на френски: Maison de Toulouse; или Saint-Gilles, Raymondides) известен и като Сен-Жил, е родът преди всичко на графовете на Тулуза. Родът се нарича и Раймундини (фр. Raymondides), които се разделят на 2 линии – Тулузски дом (фр. Maison de Toulouse) и Руергски дом (фр. Maison de Rouergue).
Доказан е за пръв път през средата на 9 век и се прекратява в главната си линия през 1271 г. Фамилията владее Графство Тулуза, Херцогство Нарбона в Септимания, марката-графство Прованс, Руерг. По времето на кръстоносните походи тя владее и Графство Триполи в днешен Ливан.
Родоначалник е синът на dux Хилдебранд от Прованс, Фулкоалд († след 837), missus regius и първият граф в Руерг и Ним от ок. 810/820; ∞ Сенегундис.
Първият му син Фредело († 852) е 845/849 г. граф и маркграф (comes et marchio) на Тулуза, ∞ Ода и има дъщеря Удалгарде. Вторият му син Раймунд I († 865) е от 849 г. граф на Тулуза, ∞ Берта, и има няколко деца, неговите синове наследяват графството.
Най-известният член на фамилията през новото време е художникът Анри дьо Тулуз-Лотрек (1864–1901).